# 2025 en Autriche
Chronologie de l'Autriche
- 2021
- 2022
- 2023
- 2024
- 2025
- 2026
- 2027
- 2028
- 2029

Cet article présente les faits marquants de l'année 2025 en Autriche.

## Événements

### Janvier 2025
- 10 janvier : démission du chancelier fédéral Karl Nehammer à la suite de l'échec de coalition gouvernementale. Le ministre des Affaires étrangères Alexander Schallenberg est nommé en intérim.
- 11 janvier : Eva Gretzmacher, une ressortissante autrichienne,  est enlevée à Agadez au Niger[1].
- 19 janvier : élections régionales dans le Burgenland.

### Février 2025
- 4 au 16 février : championnats du monde de ski alpin à Saalbach.
- 15 février : attaque au couteau à Villach.

### Mars 2025
- 3 mars : Christian Stocker devient chancelier fédéral d'Autriche.

### Avril
- 27 avril : élections régionales dans le land de Vienne.

### Juin
- 10 juin : plusieurs morts et blessés dans un lycée à Graz après des tirs.